# Оксисульфид протактиния
Оксисульфид протактиния — неорганическое соединение 
металла протактиния, серы и кислорода
с формулой PaOS,
чёрные кристаллы.

## Получение
- Действие на хлорид протактиния(V) смесью сероводорода и сероуглерода в присутствии кислорода [1][2].

## Физические свойства
Оксисульфид протактиния образует жёлтые кристаллы 
тетрагональной сингонии,

параметры ячейки a = 0,3832 нм, c = 0,6704 нм, Z = 2

.